# Karen Barritza
Karen Barritza como Karen Barbat (Aalborg, 3 de julio de 1992) es una tenista danesa. 

## Carrera
Barritza, quien comenzó a jugar tenis a la edad de siete años, prefiere las canchas duras según el perfil de la ITF . 
En julio de 2006 jugó su primer torneo ITF. Ha ganado siete títulos individuales y dobles a nivel de la ITF. 
Ella ha estado jugando para el equipo danés de la Fed Cup desde 2007; Hasta ahora, han tenido once victorias y once derrotas en la Copa Fed . 

## Personal
Desde su matrimonio en febrero de 2016, ha adoptado el nombre de Karen Barritza.

## Victorias en torneos

### Individual
| No  | Fecha                   | Torneo      | Superficie         | Categoría   | Oponente final                                | Resultado        |
| --- | ----------------------- | ----------- | ------------------ | ----------- | --------------------------------------------- | ---------------- |
| 1.º | 29 de mayo de 2011      | Paros       | Alfombra           | ITF $10,000 | Despoina Vogasari                             | 6: 1, 7: 5       |
| 2.º | 28 de julio de 2013     | Tampere     | Arena              | ITF $10,000 | Ljubow Wassiljewa                             | 6: 1, 7: 6 5     |
| 3.º | 4 de agosto de 2013     | Savitaipale | Arena              | ITF $10,000 | Antonia Lysakova                              | 7: 5, 6: 3       |
| 4.º | 3 de noviembre de 2014  | Oslo        | Cancha dura (hall) | ITF $10,000 | Cornelia Lister                               | 6: 2, 6: 2       |
| 5.º | 21 de mayo de 2016      | Båstad      | Arena              | ITF $10,000 | Cornelia Lister                               | 6: 4, 6: 4       |
| 6.º | 26 de noviembre de 2016 | Helsinki    | Cancha dura (hall) | ITF $10,000 | Jelena Wladimirowna Rybkina (Tennisspielerin) | 6: 3, 6: 4       |
| 7.º | 4 de septiembre de 2017 | Niederlande | Arena              | ITF $10,000 | Deutschland                                   | 2: 6, 6: 4, 6: 4 |

### Dobles
| No      | Fecha                 | Torneo      | Superficie         | Categoría    | Pareja                 | Oponentes finales                                | Resultado  |
| ------- | --------------------- | ----------- | ------------------ | ------------ | ---------------------- | ------------------------------------------------ | ---------- |
| Primero | Primero julio de 2010 | Gausdal     | Cancha dura        | ITF $10,000  | Mhairi Brown           | Lisa Whybourn Nicola George                      | 6: 2, 6: 2 |
| 2.º     | 22) octubre de 2010   | Glasgow     | Cancha dura (hall) | ITF $25,000  | Italien                | Eirini Georgatou · Walerija Dmitrijewna Sawinych | sin pelea  |
| 3.º     | 28 de agosto de 2011  | Deutschland | Arena              | ITF $10,000  | Trang Huynh Phuong Dai | Deutschland                                      | 6: 2, 6: 4 |
| 4.º     | 5) agosto de 2012     | Savitaipale | Arena              | ITF $10,000  | Eveliina Virtanen      | Polen Tschechien                                 | sin pelea  |
| 5)      | 7) agosto de 2014     | Kopenhagen  | Arena              | ITF $10,000  | Slowakei               | Emilie Francati Maria Jespersen                  | 6: 4, 6: 1 |
| 6)      | 28 de agosto de 2016  | Niederlande | Arena              | ITF $10,000  | Vereinigte Staaten     | Niederlande · Sviatlana Pirazhenka               | 6: 2, 6: 3 |
| 7)      | 26) noviembre de 2016 | Helsinki    | Cancha dura (hall) | ITF $ 10,000 | Laura-Ioana Andrei     | Alina Silich · Walerija Andrejewna Selewa        | 6: 4, 6: 3 |